# 近鉄6000系電車
近鉄6000系電車（きんてつ6000けいでんしゃ）とは、近畿日本鉄道（近鉄）が1963年に導入した一般車両（通勤形電車）で、南大阪線向けの狭軌（軌間1,067 mm）用の車両である。6800系「ラビットカー」の増備車で、出力を増強してT車（付随車）を連結できるようにした。当初の製造車は6900系であったが、増備車は6000系となり6900系も6000系に編入されている。
本項では、その前身で6000系に編入された6900系、増備系列でラインデリアを搭載した6020系、および6000系・6020系をベースとした新製冷房車の6200系についても記載する。なお、6200系の1編成を観光特急「青の交響曲（シンフォニー）」用に改造した16200系は近鉄16200系電車で解説する。
いずれも解説の便宜上、吉野側先頭車の車両番号+F（Formation=編成の略）を編成名として記述（例：モ6001以下4両編成=6001F）する。

## 概要
1957年に登場した6800系「ラビットカー」を皮切りに、名古屋線向け1600系、大阪線向け1470系・1480系、奈良線向け900系といった片側4扉車体の高性能車が順次投入されていた。しかし1960年代当時の南大阪線にはモ5601形やモ6601形といった戦前の大阪鉄道時代から在籍する旧型車両がまだ残っており、4扉車体の6800系が32両投入されたとはいえ、片側3扉の旧型車両群では急増する沿線の乗客増加には対応しきれず不十分であった。
そのため、6800系の基本設計を踏襲した一般車両を製作して、6800系の増備車だけでなく旧型車両の代替用とすることとした。それが6000系である。

## 構造
6000系を基準に解説する。

### 車体
車体は6800系と共通の両開き4扉である。全車がオレンジバーミリオンに白帯のラビットカー塗装で落成し、1968年登場のサ6150形以外にはステンレス製のラビットマークが取り付けられていた。サ6150形にこのマークが取り付けられなかったのは、完成後の近い時期にマルーン塗装に変更されることが決定済であったためである。

### 主要機器
駆動装置はWNドライブで、当時、狭軌用としては最大の出力135 kWの主電動機であった三菱電機MB-3082-Aを装備する。主電動機の端子電圧は340 Vであるので、実質は150 kW級である。制御装置はバーニア制御の日立製作所製VMC-HTB20B形（モーター8台制御）で偶数Mc車に搭載した。
台車は6007Fまでは金属ばね台車で（電動車はKD-48を、制御車はKD-39Aを装着）、6009F以降は近鉄初の車体直結式空気ばね台車（電動車はKD-61、制御車はKD-61Aを装着）を装着した。集電装置は6007FまではS-534-AをMc車 (偶数) に、6009F以降はPT-4206型をM車 に2台搭載した。
ブレーキ（制動）方式はHSC-D発電ブレーキ併用電磁直通ブレーキで、抑速ブレーキは搭載していない。空気圧縮機 (D-3-FR型、6009F以降はC-2000M型) はM車に、電動発電機（MG）はTc車に装備した。

### 性能
6800系の全電動車方式からT車を挟み込む方式になったので、以下のように性能が変更されている。
歯車比が6.13と大きい数値（動輪径は910 mm）にもかかわらず、弱め界磁制御領域を広め高速性能を確保した。
- 2M1T時
  - 起動加速度3.5 km/h/s
  - 減速度4.0 km/h/s
- 2M2T時
  - 加速度2.3 km/h/s
  - 減速度4.0 km/h/s
- 平坦線均衡速度120 km/h

6900系については登場時の減速度は4.5 km/h/sであった（これにより当時は6900系は同士あるいは6800系としか連結できなかった）が、1968年に4.0 km/h/sへ引き下げられて6800系以外の他系列とも併結可能となった。また同系列のTcを外してMc+Mcとした場合の加速度は6800系と同様4.0 km/h/sである。

## 形式別概説

### 6000系

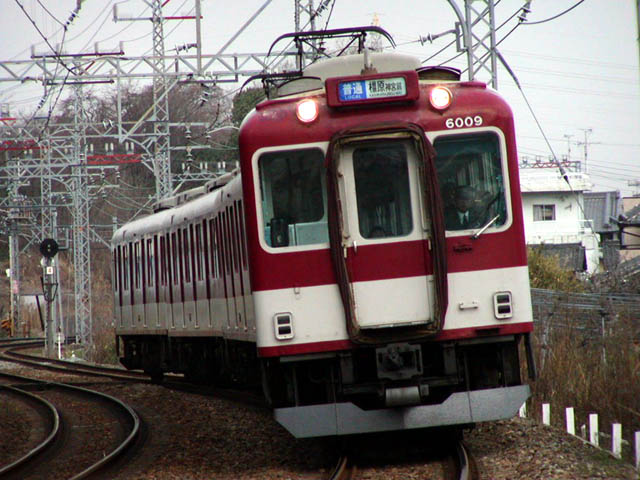
6000系の普通列車（2002年）

6000系の前身となる6900系は6800系同様MM'ユニット方式を引き続き採用したが、付随車を組み込んだMc+Mc+Tcの3連で登場した。
1966年の増備車からは新造時より6000系となり、Mc+M+Tcの3両を基本にMc+M+Tc+Tcの4両編成を組んだ。また、登場当初より当時6800系・6900系が入線できなかった吉野線に入線することが可能であった。1966年の6009F完成と相前後して、既存の6900系も6000系に改番された。
1968年にはTのサ6150形の増備により、Mc+M+T+Tcの4両固定編成が登場した。
6000系のうち6011F、6013F、6015F、6017Fの15両は養老線に転用された。南大阪線残留車は2002年の6009Fを最後に全車が除籍・廃車されており、系列消滅している。

### 6020系
1968年に登場し、6000系の通風装置をラインデリアに変更した系列である。輸送力増強と旧型車代替のため、1973年までに99両製造され、南大阪線系統では最大勢力となっている。電算記号はC（20番台、C21 - C77）。なお、この系列から南大阪線の旧型車と同じく近鉄マルーン塗装となり、ラビットカーではなくなっている。
奇数のMc・偶数のM車でユニットを組む。編成は吉野側からMc+M+T+Tcの4両編成と、Mc+M+Tcの3両編成が存在する。4両編成は中間T車を解放した3両編成での運用も可能とする。なお、6037Fは後年6000系からク6109形を付随車化した上で中間に組み込まれて4両編成にされている。
車体や尾灯の形状は大阪線向け2410系や名古屋線向け1810系と同様のものに変更されており、奈良線向け900系以降の車両に合わせて車体側面の腰羽目高さは床面から850 mm、窓框の高さは900 mmとされた。塗装は落成当初より近鉄マルーン1色塗装で新造された。
性能面では6000系6009F以降と同一で、駆動装置や主電動機、台車、制動方式も同系後期型に準じている。制御装置はバーニア制御のVMC形から日立製作所製のNMC型またはMMC型抵抗制御（モーター8台制御、6041Fまでは無接点カム軸制御のNMC-HTB-20AをMc車に、6043F以降は多段カム軸制御のMMC-HTB-20KをM車に搭載）を搭載した。
集電装置はM車に2台搭載したが、一部編成は旧型車両から流用した。空気圧縮機は6041FまではM車に、6043F以降はMc車に装備し、電動発電機（MG）はMc車に装備した。台車は基本M車がKD-61Bを、T車はKD-66Cを搭載しており、1972年に登場した6065FからM車用の台車がKD-61Fを、サ6160形6172と1973年に登場した6071FからT車用がKD-66Gを採用している。
1971年に増備された6043編成以降は車体幅が30 mm拡大され、従来の2,709 mmから2,740 mmとなった。前面に排障器が、側面には列車種別表示器が取り付けられた。また、1970年に登場した6031Fから、A-A基準を採用し車体の不燃対策を強化した。
2024年現在までに13両の車籍抹消が発生しており、2001年には6037FがB更新の際に養老線（現在の養老鉄道養老線）向けに改造・625系625Fに改番となって転出し、2003年から2004年にかけて10両（6021F・6027F・サ6164・サ6165）の余剰廃車が発生している。
2024年4月1日現在、3両編成18本54両と4両編成8本32両の計86両が現存し、古市検車区に配置されている。
|     | ← 大阪阿部野橋 |                 |                 |                 |
| 3両 | ク6120         | モ6020 （偶数） | モ6020 （奇数） |                 |
| 4両 | ク6120         | サ6160          | モ6020 （偶数） | モ6020 （奇数） |

### 6200系
1974年に登場。6020系に最初から冷房装置を取付けて登場した系列で、1978年までに計38両が製造された。電算記号はU（U01 - U21）。
編成はMc+M+T+Tcの4両編成とTを抜いた3両編成Mc+M+Tcがあり、6020系同様にMM'ユニット方式が採用されている。4両編成は需要に応じてT車を抜いた3両編成での運用も可能とする。
車体スタイルは大阪線向け2800系の第5編成以降に準じ、新造時より前面に行先表示器や排障器（スカート）が取り付けられた。1978年登場の6219Fからは、同時期に作られた2000系と同じように、当初から熱線入り合わせガラスが採用された。また、6020系では、乗務員室仕切りの構造において、車掌台側を転換式折戸とし、連結した際に車掌台側のスペースを客室として使用できるよう配慮されていたが、本系列ではこの構造をやめ、車掌台側の仕切りを固定している。
性能面では6020系後期型と同様で、駆動装置や主電動機、制御装置、ブレーキ方式、補機類や集電装置の配置も同系に準じている。主電動機の出力は135 kW、主制御器はMMCで8個の主電動機を制御する1C8M方式である。
冷房装置は新造時よりCU19を4基、および三菱電機の熱交換型換気装置（ロスナイ）を屋根上に搭載している。MGは大容量のMG-119S（160 kVA）をMc車に搭載する。
台車は新設計のKD-77形空気ばね台車が採用されているが、6207Fのモ6208は後年に事故で台車を破損したためKD-61Bを装着する。
1次車の6201F - 6207Fは3両編成として落成したが、1975年に落成した2次車である6209F - 6217Fの製造時にサ6351・サ6352が6201F・6203Fに組み込まれて4両編成化された。1978年に落成した3次車である3両編成の6219F・6221Fを以って本系列の製造が終了し、4両編成5本（6201F・6203F・6213F - 6217F）と3両編成6本（6205F - 6211F・6219F・6221F）の陣容となった。
2019年4月現在、観光特急車に改造された6221Fを除いた本系列の廃車や車籍抹消は発生しておらず、4両編成5本20両、3両編成5本15両の計35両が在籍しており、古市検車区に配置されている。
|     | ← 大阪阿部野橋 |                 |                 |                 |
| 3両 | ク6300         | モ6200 （偶数） | モ6200 （奇数） |                 |
| 4両 | ク6300         | サ6350          | モ6200 （偶数） | モ6200 （奇数） |

## 改造

### 標準塗装への変更
1968年から塗装合理化により近鉄マルーン1色に塗り替えられ、ラビットマークも取り外された。

### 減速度引き下げ・吉野線入線対応改造
6900系も6000系に編入後は固定編成化され、1969年頃に旧6900系の車両は抵抗器の容量を増大して吉野線への入線を可能にする工事を実施した。これにより旧6900系グループも減速度が6000系として落成した車両同様4.0 km/h/sに下げられた。

### 中間車化改造
1970年代初頭に旧モ6900形偶数Mcのモ6000形、ク6100形6101 - 6104（旧ク6950形）はATSや列車無線などの導入後、4両固定編成化に伴って中間車として使用されるようになり、運転台も簡易化された。

### 冷房化改造
6000系は1978年から1979年に冷房化が行われ、その際に旧6900系編入車についてはモ6000形偶数Mc車及びク6100形の運転台は撤去された。
6020系は1979年から1984年にかけて冷房化が行われ、電動発電機が大容量の120 kVAのMG-130Sに交換された。当時の新造冷房車で搭載されていたロスナイ（熱交換型換気装置）は他形式の冷房改造車と同様に搭載されていない。

### 車体更新
6000系は1983年から1987年にかけて車体更新が行われ、内外装材の張り替え、正面・側面の行先表示器の設置、中間運転台跡の客室化が行われた。
6020系は1987年から1994年にかけて内外装材の交換を中心とする車体更新が行われた。6200系では1994年から1998年にかけて側面の方向幕設置を中心とする車体更新が行われた。

### 方向幕設置とパンタグラフの交換
6020系は先述の車体更新と前後して車体前面および側面の方向幕設置が行われ、旧型車両から流用したパンタグラフは他形式からの発生品および下枠交差式に交換された。
その後、6042号車以外のパンタグラフは再び菱型のものに交換されたが、2023年頃から下枠交差型のものに載せ替える改造が行われており、2024年4月現在6059Fと6069Fが改造されている。6200系では2023年よりパンタグラフの下枠交差型への交換が開始され、2025年1月現在6217Fと6219Fが交換されている。

### 養老線への転用

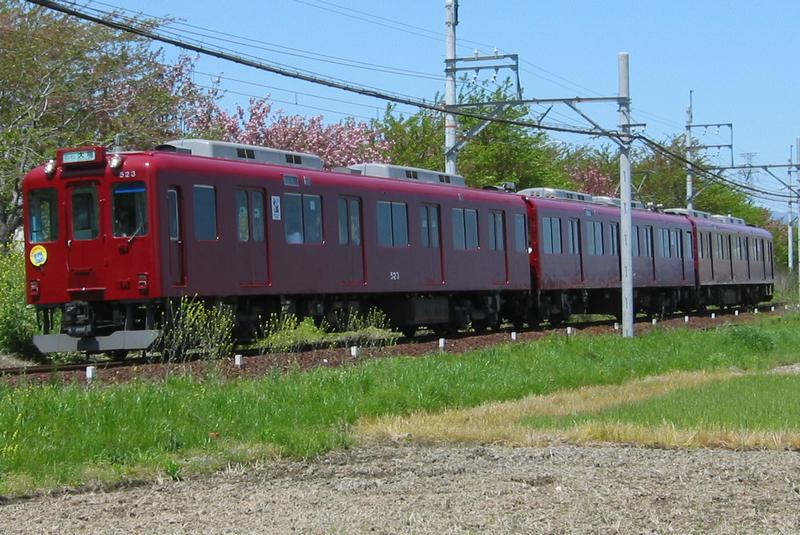
養老線620系623F

6620系の投入により6000系15両 (6011F - 6017F・サ6152・サ6153・サ6109) が600系・620系に改番の上養老線に転属している。

### B更新
6020系は1997年から2009年にかけて6023F・6025F・6029F - 6035F・6039F - 6077Fに2回目の車体更新（B更新）が行われた。内容はいずれも車内の内装材交換のほか、2008年以降のB更新車ではク6120形連結側車端部の車椅子スペース設置が行われた。
6200系では2009年から2018年にかけて6201F - 6219Fに2回目の車体更新（B更新）が行われた。ク6300形連結側車端部の車椅子スペース設置などが行われている。

### 転落防止柵の設置
先述のB更新と前後して6023F・6025F・6029F - 6035F・6039F - 6077Fに車体連結部の転落防止幌設置が行われた。6200系でも先述のB更新と前後して全編成に車体連結部の転落防止幌設置が行われた。

### 観光特急「青の交響曲（シンフォニー）」への改造

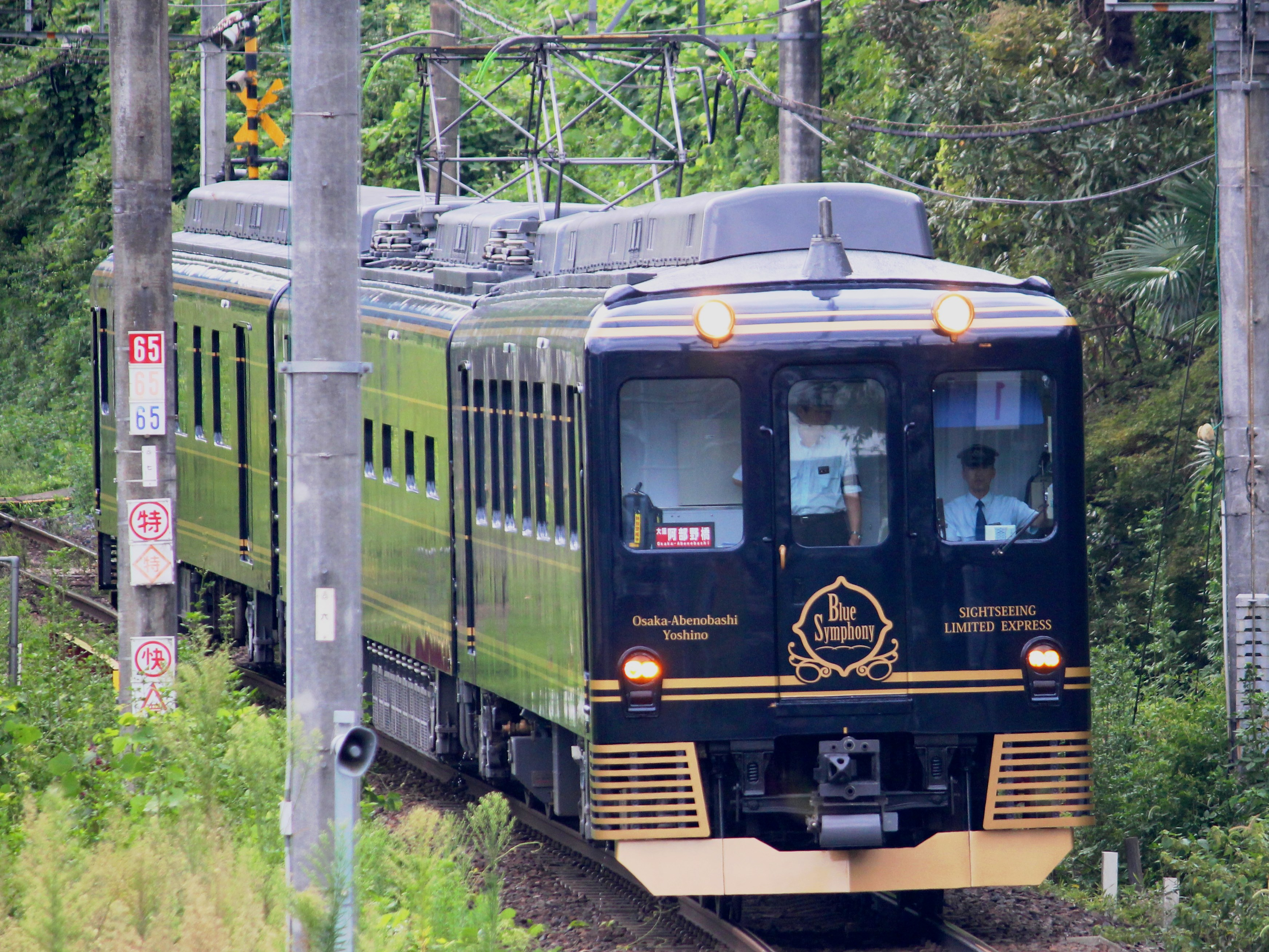
16200系「青の交響曲（シンフォニー）」

2016年に6221Fが観光特急「青の交響曲（シンフォニー）」に改造され、形式も16200系に変更された。

### 内装リニューアル
B更新車は2016年の2610系2627FのB更新を皮切りに新仕様の内装デザインに変更されており、南大阪線系統では6200系6211Fが初施工となった。
内装は黒色基調の壁板や茶色基調の床面にグレー調（優先席はオレンジ）のシートモケットとなり、各車両優先席床面部分に優先席表示が追加され、つり革は三角形にオレンジ色のつり革に交換された。ただし、奈良線用8600系8622Fで行われた6人掛け優先席中間のスタンションポール設置は6211Fでは省略されている。

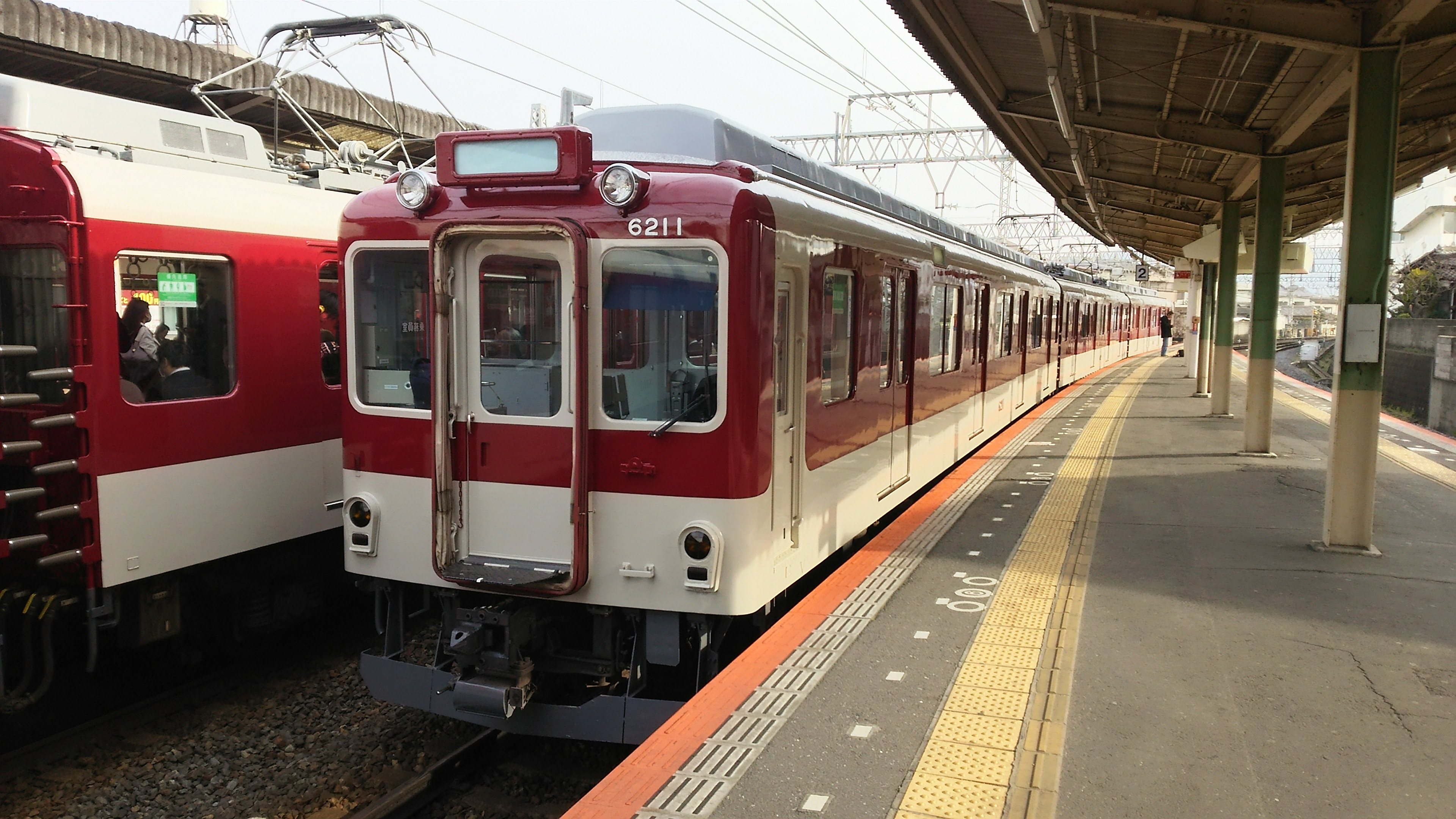
6200系6211F
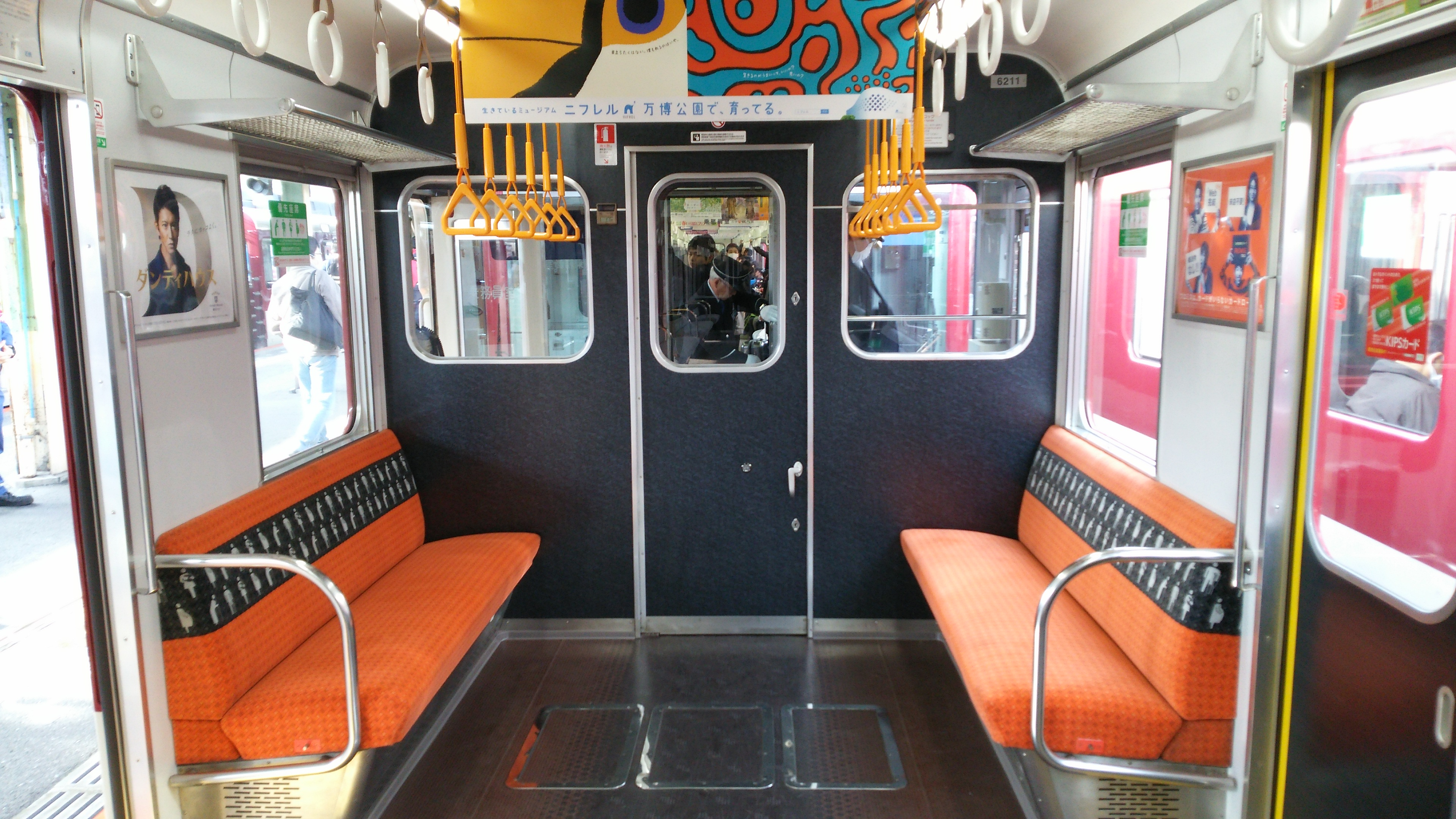
モ6211の乗務員室仕切りと優先座席。 この部分のみつり革も変更された。
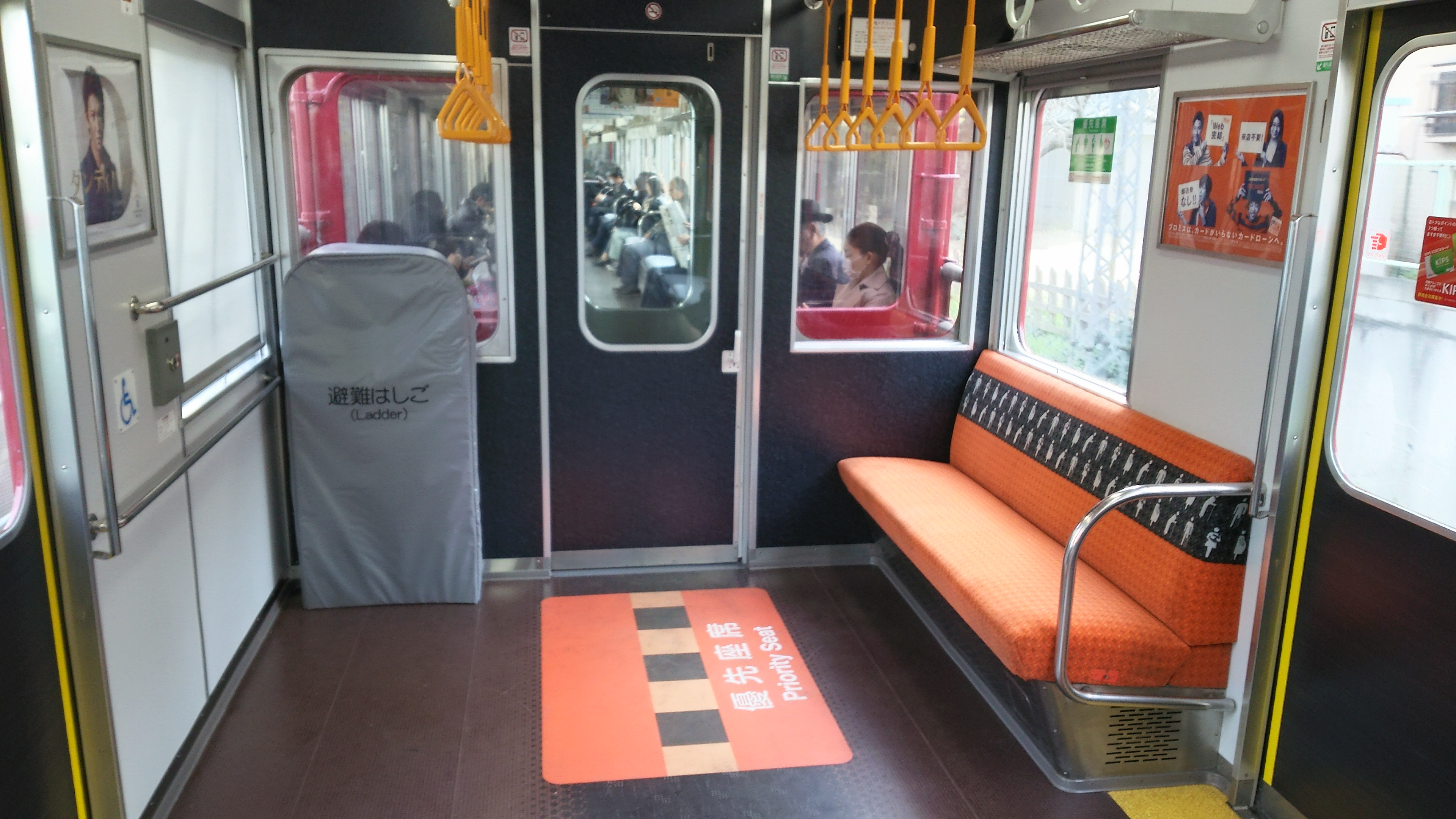
ク6306の車端部には車椅子スペースも設置
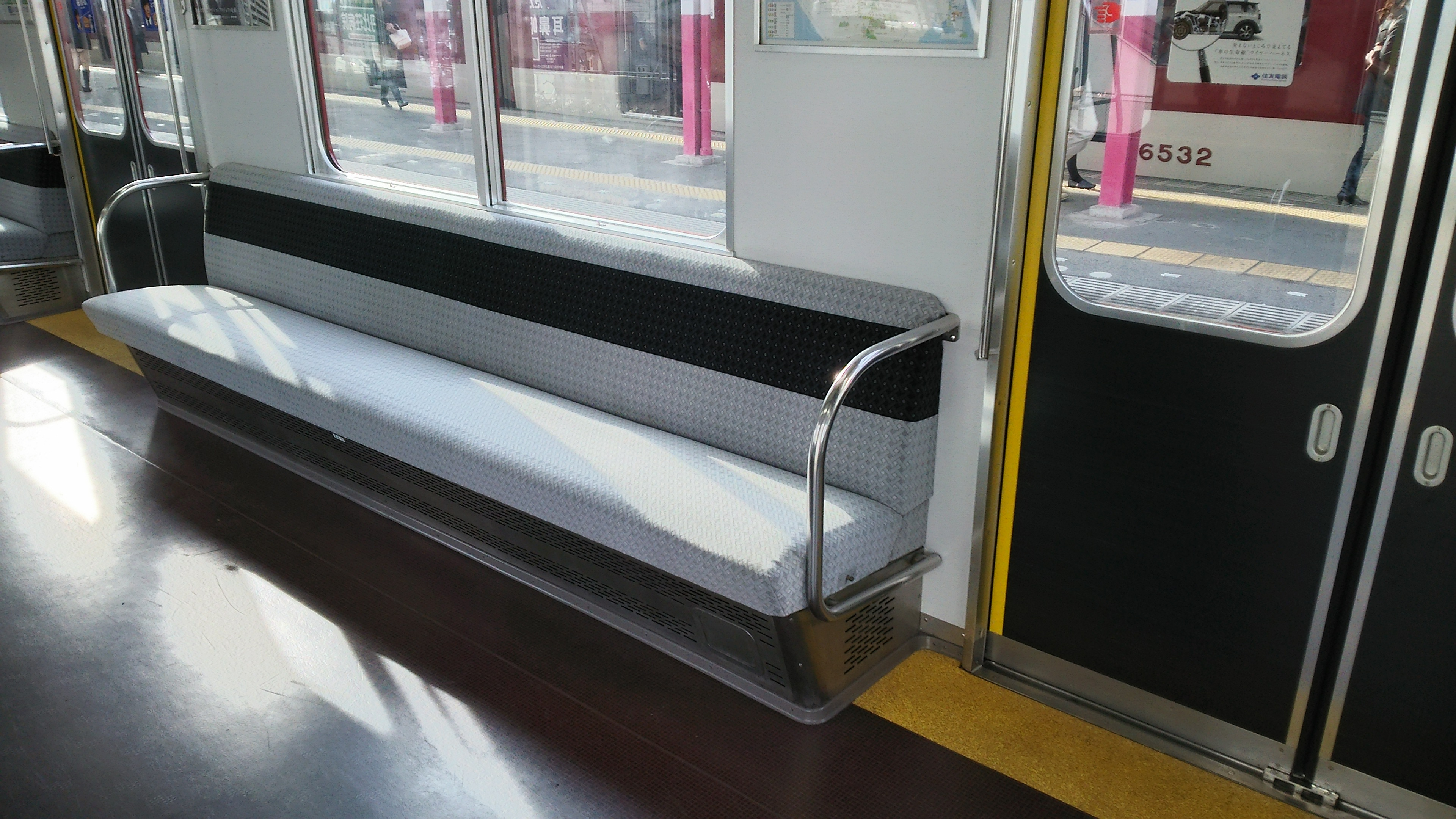
グレー調のシート
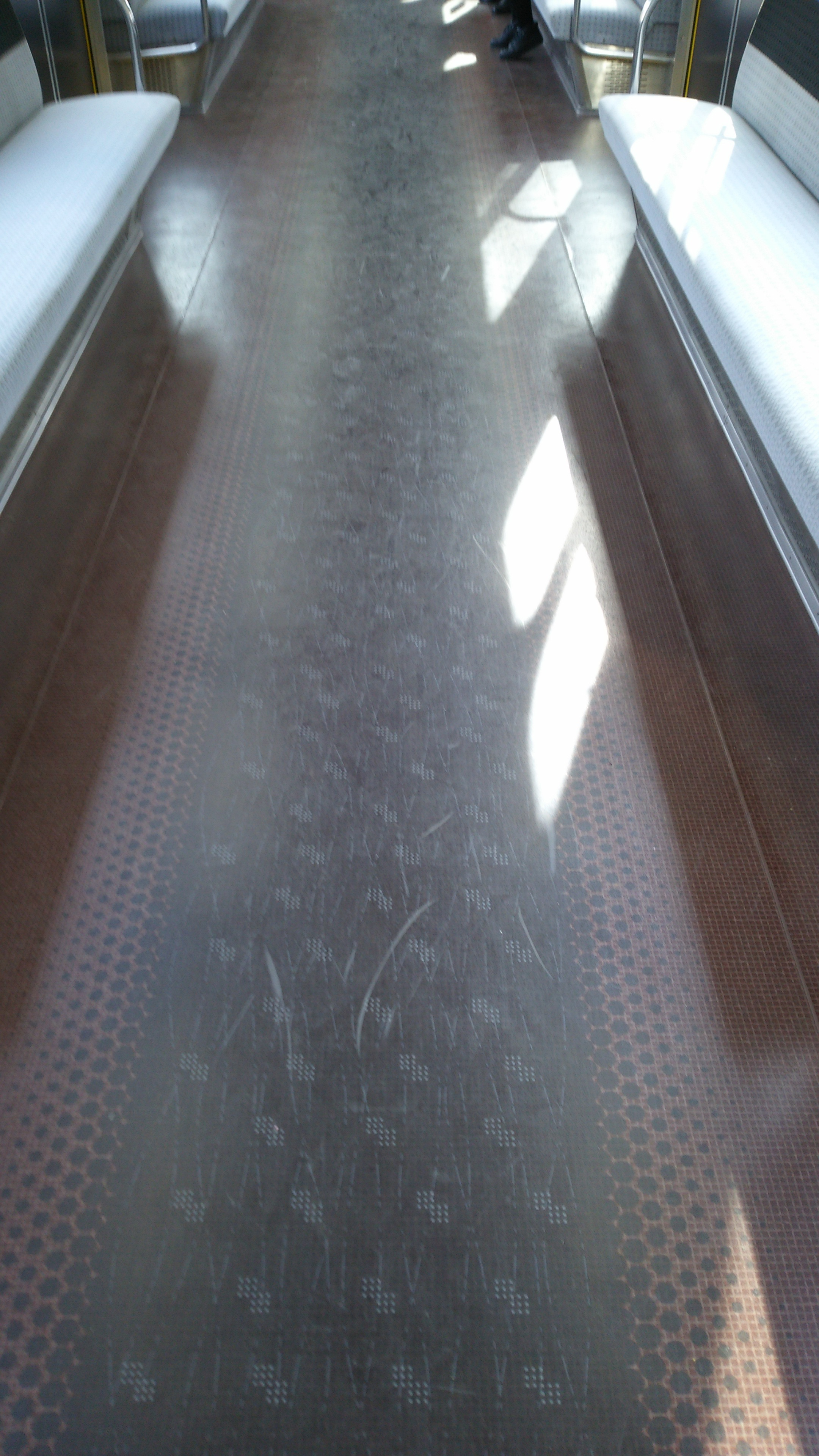
茶色調の床
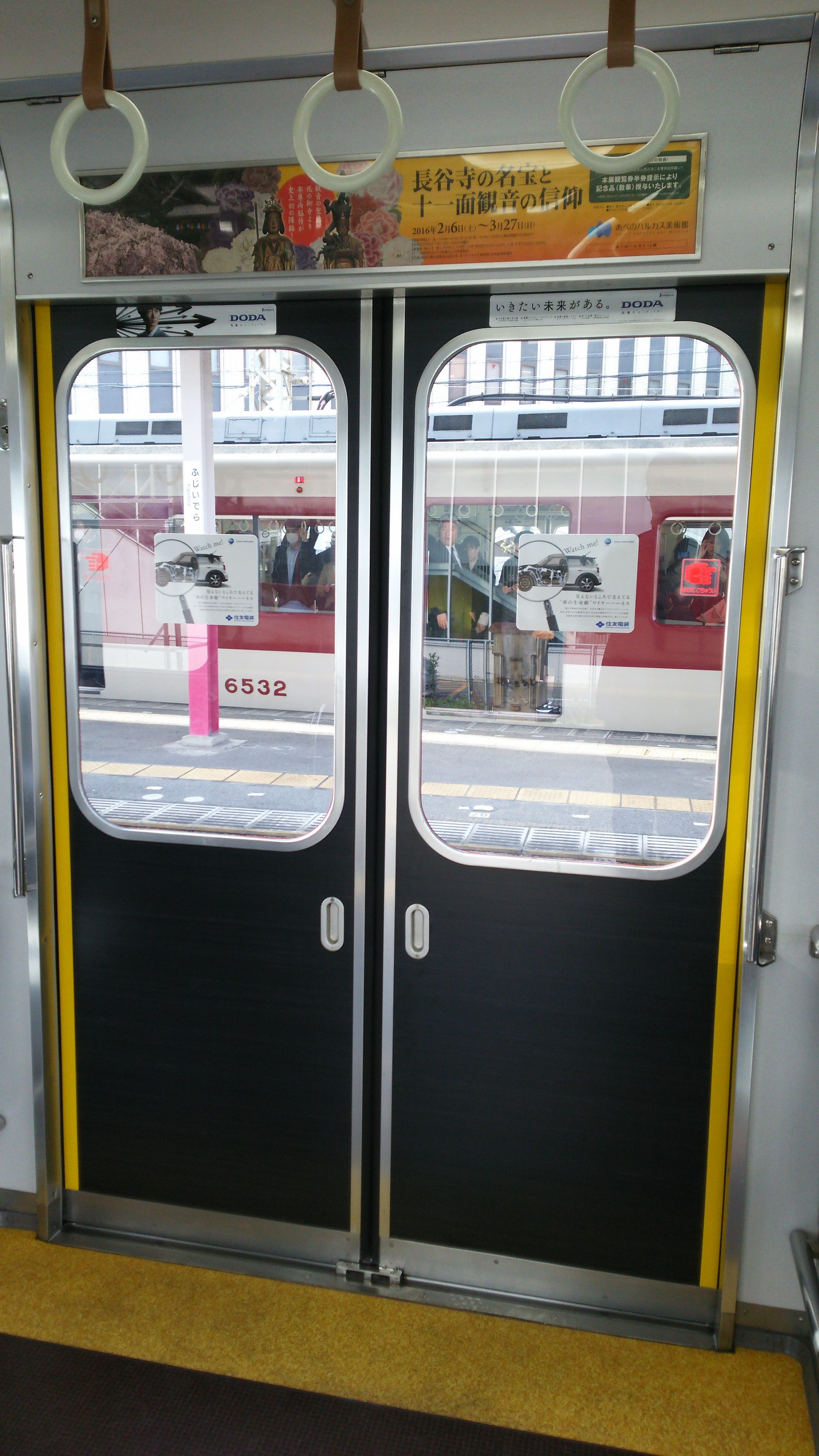
ドア壁面も黒色基調となった。

## 運用
6000系列は3形式を合わせて172両が製造された。南大阪線系統の旧型車は道明寺線・御所線の単独運用及び荷物車を除いてすべて撤退し、南大阪線系車両の高性能化が事実上完了した。南大阪線区の完全高性能車化は1983年である。
現在は南大阪・吉野・長野・御所線の特急以外のすべての種別で運用されているが、ワンマンで運転される列車と道明寺線の運用には充当されない。

## ラッピング広告・復刻塗装

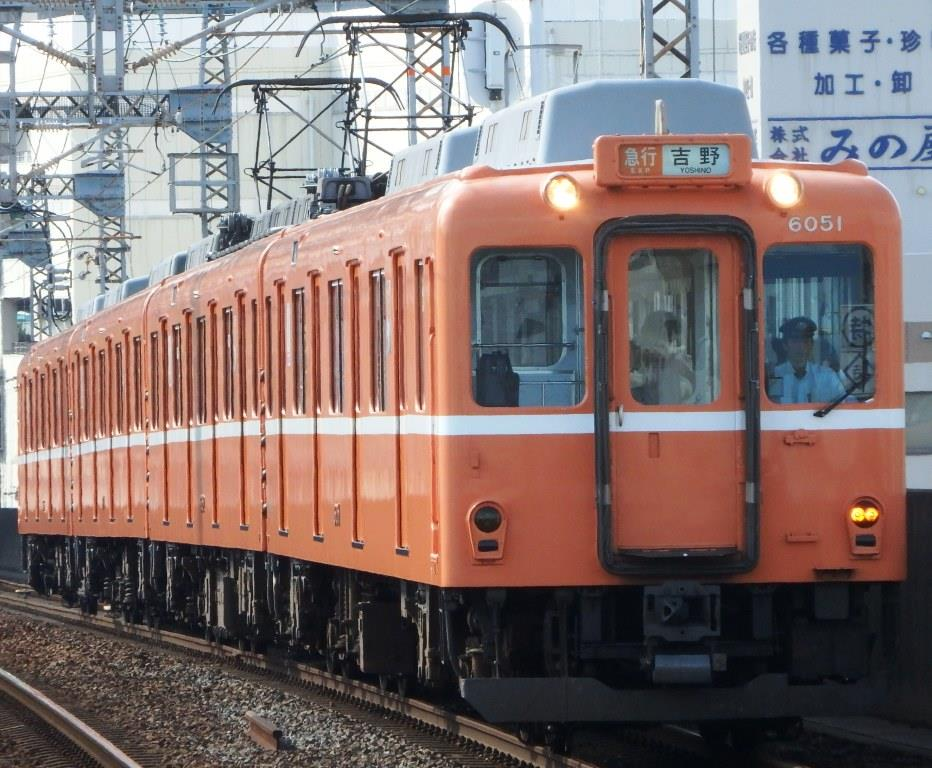
6051F 復刻ラビットカー塗装

- 6049F：PiTaPa・KIPSカード（2013年3月 - ）
- 6051F：復刻ラビットカー塗装（2012年8月 - 2020年8月）
  - 2012年10月を以って吉野線が開業100周年を迎えたことから、「吉野飛鳥 近鉄エリアキャンペーン」の一環である「吉野線開業100周年記念列車ツアー」の実施[27]に先駆けて塗装変更した[28]。2016年9月に五位堂検修車庫を検査出場した際にも復刻塗装が維持されていたが[29]、2020年8月に五位堂検修車庫を出場した際に、通常塗装に戻された。
- 6069F：大和高田号（2015年9月23日[30][31] - 運転終了[31]）
  - 運転開始の際に大阪阿部野橋駅にて出発式が行われ[30][31]、高田市駅にて記念入場券の販売も行われている[30]。
- 6075F：こふん列車（2019年7月28日- 2022年4月4日）近鉄エリアキャンペーン「こふんまち 羽曳野・藤井寺」の一環として、古墳をイメージした車体ラッピングが実施された。車両全面には古墳をあしらったロゴステッカーを掲出して運転していた。運行終了の際には近鉄のプレスリリースで告知された。[32][33]
- 6215F：近鉄百貨店スマイルトレイン（2006年11月 - 2007年5月）